# Distretto di Devrek

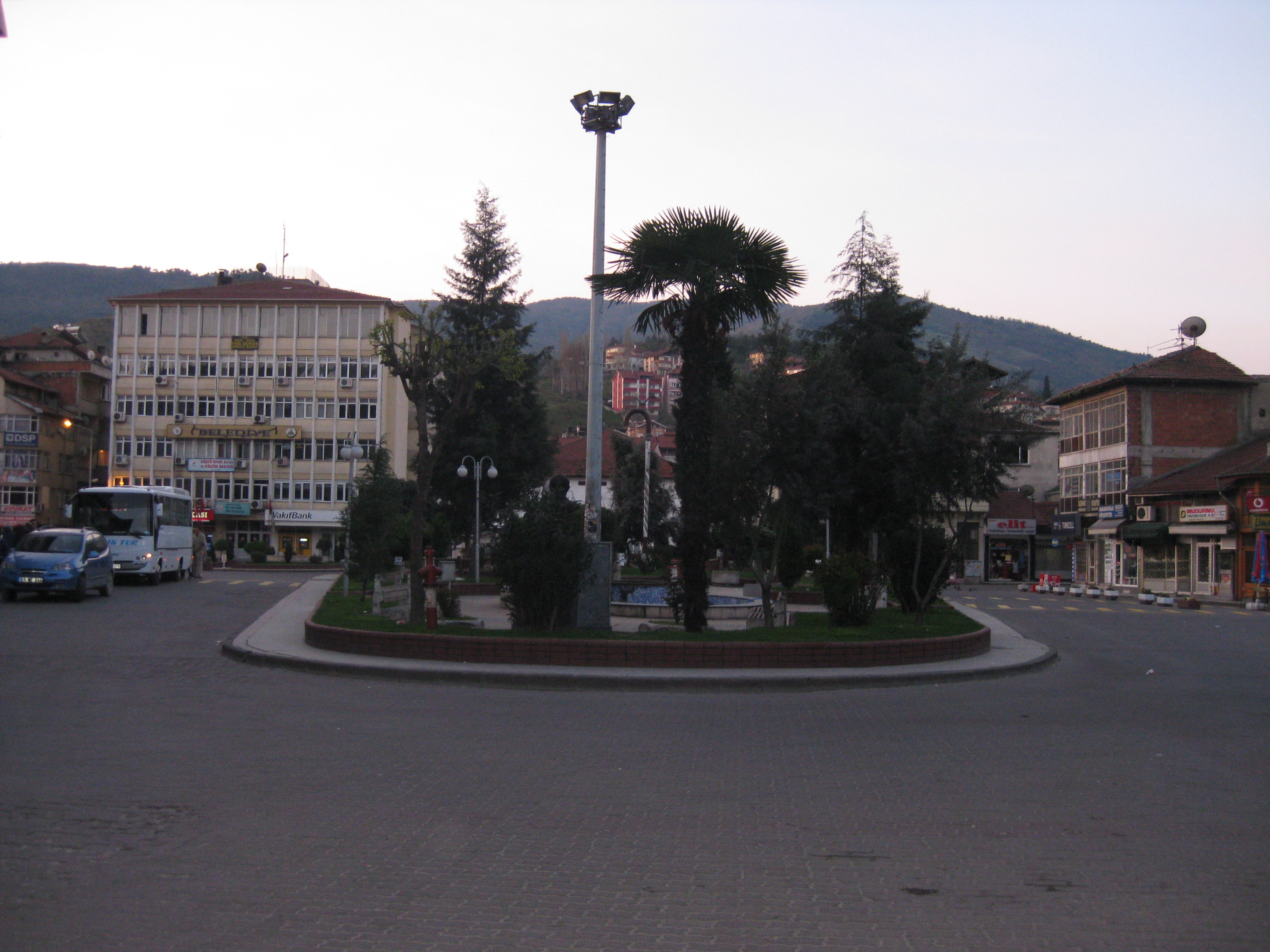
Devrek square

Il distretto di Devrek (in turco Devrek ilçesi) è uno dei distretti della provincia di Zonguldak, in Turchia.